# يوكوسوكا دي4واي
يوكوسوكا دي4واي سويسي (باليابانية: 彗星، وتنطق سويسي، أي «المُذنّب»، كود تعريف الحلفاء: «جودي») هي قاذفة انقضاضية ذات مقعدين تعمل من على متن حاملات الطائرات، طورتها ترسانة يوكوسوكا البحرية الجوية الفنية وخدمت في البحرية الإمبراطورية اليابانية من 1942 إلى 1945 خلال الحرب العالمية الثانية.